# Ратассепп, Эльза Яновна
Эльза Яновна Ратассепп (эст. Elsa Ratassepp; 7 марта 1893, Раади — 4 мая 1972, Тарту, Эстонская ССР) — эстонская и советская актриса театра и кино. Заслуженная артистка Эстонской ССР (1957).

## Биография
Училась в частном женском среднем учебном заведении А. Грасса в Юрьеве (окончила в 1911 году). В 1917—1959 годах (с перерывами) выступала на сцене театра Ванемуйне. Была одной из создателей и артисткой таллинского Передвижного театра с 1926 по 1928 годы. Создала также ряд ролей на сцене Таллинского государственного академического театра драмы. Во время Великой Отечественной войны была артисткой Эстонского государственного национального художественного ансамбля.
С 1951 года – член Театрального общества Эстонской ССР.
Муж — актёр Рудольф Ратасепп (1891—1942), сын — актёр Валдеко Ратассепп (1912—1977).

## Избранные театральные роли
- Акулина Ивановна — «Мещане» Максим Горький
- Софья Петровна — «Разлом» Борис Лавренёв
- Марет — «Два лагеря» Аугуст Якобсон
- Салме Педак — «Tabamata ime» Эдуард Вильде
- Доминикана — «И упала звезда» Хория Ловинеску

## Избранная фильмография
- 1968 — Люди в солдатских шинелях / Inimesed sõdurisinelis
- 1968 — Лесная легенда / Libahunt — бабушка
- 1966 — Письма с острова Чудаков / Kirjad Sõgedate külast
- 1963 — Оглянись в пути / Jäljed — Мари
- 1962 — Под одной крышей / Ühe katuse all — Трийну
- 1961 — Опасные повороты / Ohtlikud kurvid — эпизод
- 1959 — Озорные повороты / Vallatud kurvid — жена филателиста

## Награды
- 1945 — Медаль «За доблестный труд в Великой Отечественной войне 1941—1945 гг.»
- 1956 — Орден «Знак Почёта»[2]
- 1957 — Заслуженная артистка Эстонской ССР